# 일차 몸감각 피질
일차 몸감각 피질(primary somatosensory cortex)은 몸감각계의 일부로, 대뇌 두정엽의 중심뒤이랑에 위치한다. 처음에는 와일더 펜필드의 피질 자극 연구와 바드(Bard), 울시(Woolsey), 마샬(Marshall)의 표면 전위 연구를 바탕으로 정의되었으며, 브로드만 영역 3, 1, 2가 포함된다. 그러나 카스(Kaas)의 더 최근 연구에서는, 다른 감각 영역과의 일관성을 유지하기 위해 브로드만 영역 3만을 "일차 몸감각 피질"로 간주해야 한다고 제안했다. 이는 이 영역이 몸감각계에서 오는 시상-대뇌피질 투사의 대부분을 수용하기 때문이다.
일차 몸감각 피질에서 촉각은 거꾸로 된 형태로 정렬되어 있다. 발가락은 대뇌 반구의 위쪽에, 입은 아래쪽에 위치한다. 일차 몸감각 피질의 각 대뇌 반구는 신체의 반대쪽의 몸감각을 주로 받아들이는데, 같은쪽 반구의 신호도 받아들인다. 일차 몸감각 피질에서 특정 신체 부위에 할당된 영역의 크기는 해당 부위의 신체 표면적이 아니라, 피부 촉각 수용체의 밀도에 따라 달라진다. 피부 촉각 수용체의 밀도는 일반적으로 해당 부위가 경험하는 촉각 자극 민감도의 정도를 나타낸다. 이러한 이유로 인간의 입술과 손은 다른 신체 부위에 비해 훨씬 큰 비율로 표현된다.

## 구조

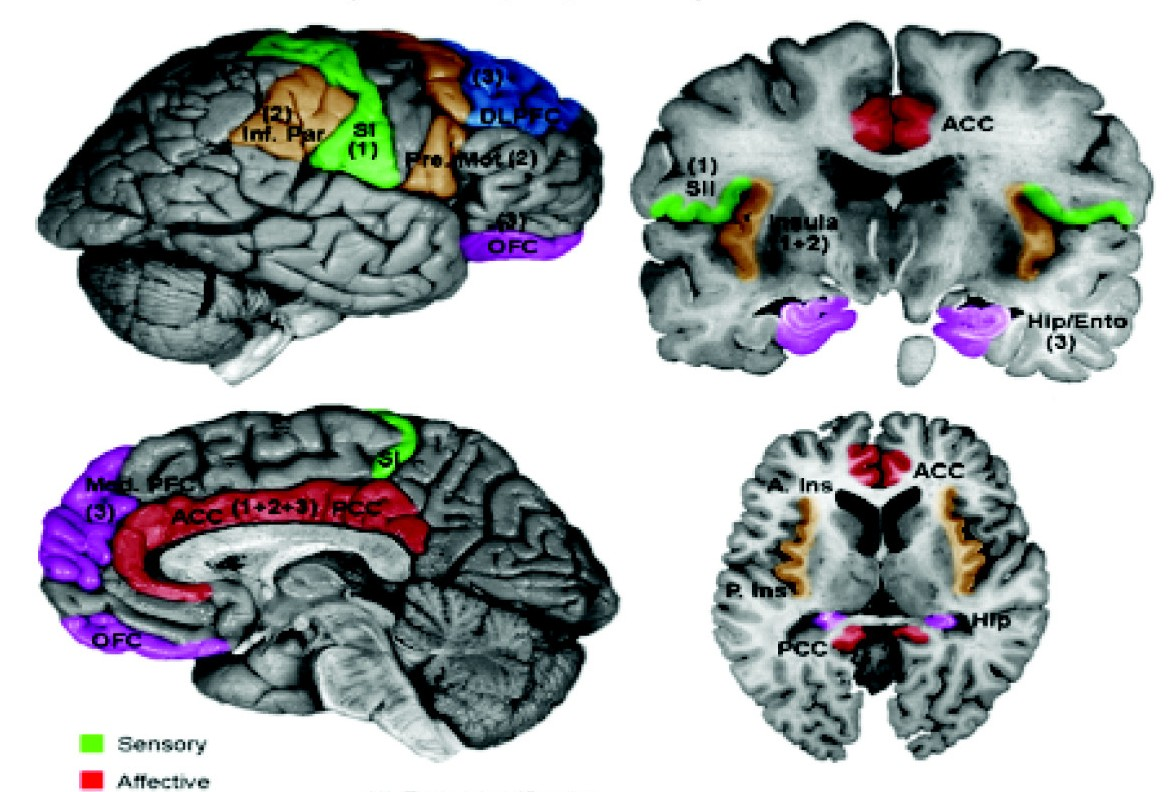
일차 체성 감각 피질 S1이 녹색으로 표시되어있다.

### 브로드만 영역 3, 1, 2
브로드만 영역 3, 1, 2는 인간 대뇌의 일차 몸감각 피질(S1)을 구성한다. 브로드만은 대뇌를 다소 비스듬한 방향으로 절단하여 연구했기 때문에 처음으로 영역 1을 발견했다. 이후 해부학이 발전하는 과정에서 앞에서 뒤로 영역 3, 1, 2 순서로 위치한다는 것이 밝혀졌다.
브로드만 영역 3(BA 3)은 다시 3a와 3b로 세분화된다. 영역 1은 중심뒤이랑의 정점에 위치하며, 3a는 중심구의 최저점에 자리 잡고, 이후 3b, 1, 2 순서로 이어지는데, 영역 2는 중심뒤구의 최저점에서 끝난다. 3b는 가장 본질적인 "일차 몸감각 피질"로 간주되는데, 그 이유는 다음과 같다.
1. 시상의 시상침(pulvinular nuclei)으로부터 조밀한 입력을 받는다.[8]
2. 이 영역의 뉴런은 몸감각 자극에 매우 민감하며, 다른 자극에는 비교적 둔감하다.
3. 이 영역에 손상이 생기면 몸감각 인지가 손상되는데, 이는 촉각 실인증으로 나타난다.[9][3]
4. 전기 자극 시 명확한 몸감각 경험이 유발된다.

3a 역시 시상으로부터 조밀한 정보를 받지만, 이 영역은 고유감각과 관련이 있으며 피부 자극의 위치를 결정하는 역할을 한다.
일차 몸감각 피질(S1)은 다른 신피질 영역과 마찬가지로 층 구조를 이루고 있다. 시상 입력은 주로 제4층에 투사되며, 이 층은 다시 다른 층으로 정보를 전달한다. 예를 들어, 노르에피네프린성 섬유는 청색반점으로 투사된다. 다른 감각 피질과 마찬가지로, S1 뉴런은 감각 입력 및 반응에 따라 수직 기둥 형태로 그룹화되어 있으며, 이러한 기둥은 여러 피질 층을 통해 확장된다. 버넌 마운트캐슬은 이러한 수직 구조를 통해, 느리게 적응하는 뉴런이 층별로 교대 배열된다는 점과, 설치류 등의 동모(whisker)가 피질에서 공간적으로 세분화된다는 것을 보여주었다.
와일더 펜필드는 자극을 통해 몸감각 피질이 체성분절 지도(somatotopy)에 따라 조직되었음을 보였다. 이는 호문쿨루스라고도 하는데, 다리와 몸통은 중간선을 따라 구부러져 있으며, 팔과 손은 피질의 가쪽 끝에 위치하고, 얼굴은 피질의 아래쪽과 중간 부분 근처에 위치한다. 호문쿨루스에서는 입술과 손이 비대하게 표현되는데, 이는 대뇌 피질에서 이 신체 부위의 정보를 처리하는 뉴런의 비율이 더 크기 때문이다. 이러한 영역은 이차 몸감각 피질(S2)로 투사하는 뉴런을 포함하고 있다.

## 임상적 의미
일차 몸감각 피질(S1)이 손상되면 대측성 증상이 나타날 수 있다. 이러한 증상에는 다음이 포함된다:
- 촉각 실서증: 피부에 그린 문양을 인지하지 못함.[12]
- 실인증: 물체를 촉각으로 인식하지 못하는 입몸감각실인증 및 신체 부위의 위치를 인식하지 못하는 위치실인증.[13]
- 반측감각저하: 한쪽 신체의 감각이 둔화됨.
- 진동, 고유감각, 정밀 촉각의 상실: 이는 내측섬유띠 경로(lemniscal pathway)의 3차 뉴런이 피질에서 시냅스를 형성하지 못하기 때문이다.

우세하지 않은 대뇌 반구에 영향을 미칠 경우 반측무시가 나타날 수도 있다. 그러나 브로드만 영역 3, 1, 2가 파괴되더라도 통증과 온도에 대한 기본적인 감각은 일반적으로 영향을 받지 않아, 통증과 온도는 다른 방식으로 뇌에서 처리함을 알 수 있다.

## 같이 보기
- 인간 뇌의 영역 목록
- 일차운동피질 (primary motor cortex)